# Metasia alvandalis
Metasia alvandalis là một loài bướm đêm trong họ Crambidae.